# Primaires présidentielles du Parti vert américain de 2008
Les primaires présidentielles du Parti vert américain de 2008 se sont déroulées du 5 février au 8 juin 2008, et se sont conclues sur la victoire de Cynthia McKinney, qui représentera le Parti vert des États-Unis durant les élections présidentielles américaines de 2008 aux côtés de Rosa Clemente.